# 赵会生
赵会生（1964年9月—），中华人民共和国政治人物，河南济源人。南京师范大学在职法学硕士。

## 生平
1988年毕业于郑州大学法律系法学专业，后进入河南公安高等专科学校任教；
1991年8月到河南省人大常委会法工委工作；2010年7月任中共河南省纪委驻省环境保护厅纪检组组长；2016年9月，任中共洛阳市委常委、纪委书记；2018年11月，任中共洛阳市委副书记。2021年8月，任河南省司法厅党委书记，9月兼任厅长。2023年1月换届卸任。